# Ramón Arabía y Solanas
Ramón Arabía y Solanas (Mataró, 1850-Barcelona, 1902) fue un excursionista y folclorista español, destacado representante del excursionismo en Cataluña.

## Biografía
Nació el 10 de febrero de 1850 en la localidad barcelonesa de Mataró. Estudió en el Instituto y en la Universidad Literaria de Barcelona y en 1869 obtuvo el título de licenciado en la facultad de Filosofía y Letras. Fue socio electo de la Academia de Buenas Letras de Barcelona, socio del Club Alpin Française (sección de París), del Oesterreichisecher Tourista club de Viena, officier d'Academie por el Ministerio de Instrucción Pública y Bellas Artes de Francia, delegado de la Sociedad Arqueológica Luliana de Palma de Mallorca, corresponsal del Appalachian Mountain Club de Boston, de la Société Académique Hispano-portugaise de Toulouse. En 1886 fue mantenedor de los Juegos Florales de Barcelona y en 1888 miembro del Consejo general de la Exposición Universal.
Constituida la Asociación Catalanista de Excursiones Científicas en 1876, Arabía fue uno de los primeros socios de la organización. Fue elegido secretario de la sección literaria el 2 de marzo de 1877, y vicepresidente de la sección topográfico-pintoresca el 31 de enero de 1878. En el volumen I de memorias de dicha asociación publicó una Excursió a La Garriga, Ripoll, Nuria y Sant Joan de les Abadesses y otra a Vilassar, y en el volumen II un trabajo sobre Sant Llorenç del Munt. Fundada la Associació d'Excursions Catalana, Arabía tomó parte en ella. Fue elegido presidente el 14 de enero de 1879, cargo que desempeñó hasta 1884, pasando a dirigir desde dicha fecha las publicaciones de la asociación. Formando parte de la Junta, y debido a su iniciativa, en mayo de 1885 se creó la sección de folclore catalán, cuya sesión inaugural  se celebró el día 8 de junio. Fue vocal del consejo de dicha sección, que presidía Cayetà Vidal de Valenciano.
Arabía, que publicó artículos sobre historia, arqueología, literatura y bibliografía  en revistas y periódicos como Anuari de la Associació d’Excursions Catalana, Butlletí Mensual de la Associació d’Excursions Catalana, La Renaixensa, Butlletí del Centre Excursionista de Catalunya, La Ilustració Catalana, La Veu de Catalunya y Diari Catalá, falleció el 26 de abril de 1902 en Barcelona.